# プラネタリウム (映画)
『プラネタリウム』（Planetarium）は、2016年のフランス・ベルギー合作のドラマ映画。監督はレベッカ・ズロトヴスキ、主演はナタリー・ポートマンとリリー＝ローズ・デップが務めた。

## ストーリー
1930年代後半、バーロウ姉妹（ローラとケイト）がアメリカからフランスにやって来た。2人はキャバレーで降霊会を開き、それなり以上の人気を博した。そんなある日、2人の降霊会に映画プロデューサーのアンドレ・コルベンが姿を見せた。コルベンは2人のパフォーマンスに感動し、自分だけが参加する降霊会を催してくれるよう頼み込んだ。それはコルベンをさらに感動させるものであった。
フランスの映画界の保守性に辟易していたコルベンは姉妹の降霊会を撮影し、それを公開するというアイデアを実行に移すことにした。しかし、出来上がった作品は何とも滑稽な代物であった。しかし、ローラにぞっこんになっていた監督が別のアイデアを出してきたため、再撮影が行われることになった。それはローラ演じる霊媒師に亡き妻の霊を呼んでもらった男性が、妻を愛しているのか霊媒師を愛しているのか分からなくなるというスリラー映画であった。
ローラとケイトはコルベンの自宅に住まうことになった。コルベンは2人に対して異常なほど親切であった。コルベンはケイトと2人きりの降霊会を続けたが、その様子をローラは苦々しい思いで眺めていた。「コルベンはケイトの気を引くために霊媒に関心があるふりをしている」と疑っていたためである。コルベンはローラを体よく追い出した後、科学者を同伴させてケイトの降霊術を撮影した。
海岸沿いを散歩していたローラは反ユダヤ主義が台頭しているのを痛感していた。その後、コルベンが撮影した映画が披露されたが、そこには霊の姿は一切映し出されていなかった。激怒した監督は企画から降板することになった。ケイトは詐欺師呼ばわりされたが、自分が本当に霊を見ていると主張し続けた。というのも、ケイトは白血病で死にかけており、それが原因で死者の世界が見えていると確信していたためである。しばらくして、コルベンは製作費を詐取した容疑で逮捕されることになった。
その後の3人の運命はナチス・ドイツのフランス占領によって大きく影響を受けるのだった。

## キャスト
※括弧内は日本語吹替
- ローラ・バーロウ - ナタリー・ポートマン（坂本真綾）
- ケイト・バーロウ - リリー＝ローズ・デップ（武藤志織）
- フェルナンド・プルーヴェ - ルイ・ガレル
- アンドレ・コルベン - エマニュエル・サランジェ
- エヴァ・セド - アミラ・カサール
- アンドレ・セヴィエ - ピエール・サルヴァドーリ

## 製作
2015年5月3日、ナタリー・ポートマンとリリー＝ローズ・デップが本作に出演することになったと報じられた。12日、レベッカ・ズロトヴスキが本作の監督に起用されたとの報道があった。9月下旬、本作の主要撮影がパリで始まった。

## 公開・マーケティング
2015年5月、アド・ヴィタム・ディストリビューションが本作の全仏配給権を購入したと発表した。2016年1月、本作の劇中写真が初めて公開された。9月6日、本作は第73回ヴェネツィア国際映画祭でプレミア上映された。10日、第41回トロント国際映画祭での上映が行われた。

## 評価
本作に対する批評家からの評価は芳しいものではない。映画批評集積サイトのRotten Tomatoesには23件のレビューがあり、批評家支持率は13%、平均点は10点満点で4.6点となっている。また、Metacriticには13件のレビューがあり、加重平均値は44/100となっている。